# كوردسات
كوردسات قناة تلفزيونية منوعة، موجهة للشعب الكردي في إقليم كردستان العراق والمناطق المحيطة به، يقع مقرها في مدينة السليمانية تتبع هذه القناة الاتحاد الوطني الكردستاني. بدأت بثها في 1 كانون الثاني/يناير 2000، تبث على قمر هوتبيرد وقمر نايل سات وقمر تايكوم.

## وصلات خارجية
الموقع الرسمي